# Пер Моберґ
Пер Моберґ (норв. Peer Moberg, 14 лютого 1971) — норвезький яхтсмен.
Бронзовий призер Олімпійських Ігор 1996 року в класі Лазер.
Срібний призер Чемпіонату світу в класі 5,5 метра 2010 року.